# La Brève et Merveilleuse Vie d'Oscar Wao
La Brève et Merveilleuse Vie d'Oscar Wao (titre original : The Brief Wondrous Life of Oscar Wao) est le premier roman de l'écrivain américain d'origine dominicaine Junot Díaz, publié en septembre 2007 aux États-Unis. Cette chronique tragicomique d'immigrés dominicains installés dans le New Jersey, où l'on admire une langue fantasque mêlant anglais et espagnol, est récompensée par plusieurs prix.

## Composition
- Partie I
  - Un : Intello du ghetto à la fin du monde (1974-1987)
  - Deux : Wildwood (1982-1985)
  - Trois : Les trois chagrins d'amour de Belicia Cabral (1955-1962)
  - Quatre : L'Éducation sentimentale (1998-1992)
- Partie II
  - Cinq : Pauvre Abélard (1944-1946)
  - Six : Land of the Lost (1992-1995)
- Partie III
  - Sept : L'ultime voyage
  - Huit : La fin de l'histoire
  - L'ultime lettre

## Personnages
La Inca (Myo(so)tis Altagracia Toribio Cabral), La Divine (p. 133), l'avuela, mère-tante de Beli, rigide, vivant à Baní, en son Sanctuaire.
Abelard Cabral, brillant médecin de la province de Vega, de haute bourgeoisie (parmi les Nantis du Pays(p. 193)), de culture livresque multilingue, ethnographe amateur, intellectuel, et Socorro, infirmière et tradipraticienne, vivent Casa Hatüey au Cibao. Ils ont deux filles, Jacquelyn (La Fille Prodige, morte en 1948) et Astrid (morte en 1951), mes Brillantes, qu'ils essaient de soustraire aux appétits du dictateur. La troisième fille, Beli, naît pendant l'emprisonnement de son père (mort vers 1960), et sa mère meurt peu après. Les confidents du père sont Senora Lydia Abenader, Marcus Applegate Roman, mais personne n'a retrouvé son Ultime Livre Perdu (p. 221)), ni aucune trace écrite de lui.
Beli (Hypatia Belicia Cabral), Beauté, née en 1946, orpheline, Troisième et Dernière Fille, toute noire, prieta (marron), perdue, vendue, maltraitée (hibakusha), élevée à partir de 1955 par La Inca, rebelle, muette sur ses malheurs d'enfance pendant quarante ans, indomptable. Ses amies : Dorca, Wei, Lillian, Contantina (Tina). Ses amis : Jack Pujol, Benny... puis l'étudiant Arquimedes, le gangster Dionisio (né vers 1922, marié à une fille Trujillo, La Fea).
Lola, sœur d'Oscar, fille de Beli. Ses amies : Karen, Rosio. Ses amis : Aldo (19 ans) à 14 ans.
Oscar, frère de Lola, fils de Beli. Ses amis : Al, Miggs, puis Yunior au campus. Ses rares amies : Moritza, Olga, Ana, Jenni Munoz (p. 165), Nataly (alter-latina de 29 ans), puis Ybon Pimentel (40 ans).
Yunior, Yunior de Las Casas (en), ami de Lola et Oscar, narrateur principal apparent

## Trame narrative
Le roman porte principalement sur trois adolescences : Oscar, Lola, Beli.
Une malédiction, le fuku, libérée à l'arrivée des Européens, pèse sur la Caraïbe. La fin de Trujillo l'aurait accentuée et exportée aux États-Unis. La légende complémentaire du zafa (contre-sort) relève de l'espoir, particulièrement pour la famille Cabral, et le jeune Oscar.
Oscar est, à 7 ans, un vrai tombeur de bac à sable, avec Maritza Chacon et Olga Planco, puis devient introverti, asocial, surtout au lycée technique Don Bosco, un enfer peuplé de crétins, avec déjà 111 kilos à 15-16 ans. Même ses copains Al et Miggs dégotent des meufs, des cagots. L'été de ses 17 ans, il est envoyé par sa mère, avec sa sœur, chez sa grand-mère, au pays : elle se baigne, il écrit deux romans. Au retour, il se lie d'amitié avec Ana Obregon, obsédée par son copain Manny. Il est admis à l'Université Rutgers, à New Brunswick (New Jersey).
Lola déteste sa mère, une Dominicaine de l'Ancien Monde, et j'étais sa seule fille (p. 58). À 14 ans, elle se transforme en une punkette fan de Siouxsee and the Banshees. Elle quitte vite sa mère pour rejoindre Aldo, 19 ans, garagiste avec son père, jusqu'à ce que sa mère la rattrape et l'expédie à Santo Domingo aux bons soins de La Inca. Les progrès en espagnol sont remarquables.
Beli, à cet âge-là, presque vingt ans plus tôt, est élevée par La Inca, rêve d'une vie extraordinaire. Après l'école publique, elle est placée à 13 ans dans la meilleure école de Bani. Son corps hallucinant ne laisse pas longtemps Jack Pujol indifférent : il est expédié en Lycée Militaire, elle est expulsée du lycée à 14 ans, refuse de reprendre des études, de suivre des règles, et se fait employer comme serveuse, rémunérée au pourboire au restaurant chinois de Juan et José TheN.
Yunior, copain éphémère de Lola, finit par lui promettre de veiller sur son ouf de frangin à la cité universitaire de Demarest (New Jersey). Son coturne de 140 kg l'accueille : Salut à toi, Chien de Dieu, Domini canis (p. 160). Yunior tente de le faire bouger, en vain. Jenni Nunoz, lumineuse porto-ricaine, La Jablesse, gothique hardcore, parvient à distraire l'éternel célibataire quelque temps.
Oscar continue à écrire des romans, entre fantasy et science-fiction, et travaille parfois comme professeur remplaçant à Don Bosco.
En 1995, la mère et ses deux enfants reviennent pour l'été en République dominicaine, à La Capital, chez La Inca. Son cahier condensé d'un retour au pays natal (p. 243) marque le tournant...

## Contexte
La plupart des personnages sont originaires de la République dominicaine, et l'action se déroule en République dominicaine (Santo Domingo et aux États-Unis, principalement à Paterson (New Jersey) : il est donc question de l'Ère de Trujillo (1931-1961) et de Seconde occupation de la République dominicaine par les États-Unis (1965-1966), à l'origine d'une partie de la diaspora dominicaine, entre autres vers Nueva York / Nueva Yol.
Ces événements sont évoqués par les différents personnages ou narrateurs : Rafael Trujillo (1891-1961, El Jefe, M. Vendredi treize, Voleur de Bétail Raté...), Joaquín Balaguer Ricardo (1906-2002, Voleur d'Élections, Face de Gland), Ramfis Trujillo (1929-1969), Porfirio Rubirosa (1909-1965), Johnny Abbes García (es) (1924-1967), Felix Wenceslao Bernardino...
Des références sont faites également au passé lointain de l'île d'Hispaniola, aux Taïnos, à leur chef Hatüey.
Quelques longues notes précisent ces éléments : exactions, camps de la mort, tortures...
Au retour au pays, en 1995, Oscar redécouvre ses origines, son prénom (Huascar), la beauté des Dominicaines, mais aussi la pauvreté à se flinguer, ces connards de touristes salopant toutes les plages (p. 246)...

## Éditions
- The Brief Wondrous Life of Oscar Wao
- La Brève et Merveilleuse Vie d'Oscar Wao, trad. de Laurence Viallet, Paris, Éditions Plon, 2008, 294 pages  (ISBN 978-2-259-18555-4)

## Réception
Les critiques francophones sont très bonnes,.

## Style
La narration se revendique postmoderne : Nous autres, platanos postmodernes, avons tendance à rejeter la dévotion catholique de nos viejas (p. 134)...
Réalisme magique (Mangouste, légendes amérindiennes), réécriture ironique de l'histoire récente, métafiction, livres perdus (science-fiction, fantasy, langues elfiques), références culturelles principalement littéraires (dont Wilde (Wao), Tolkien, Joseph, Conrad, Paulo Coelho, Ursula le Guin...), ateliers d'écriture) et cinématographiques (Matrix...), Sous-cultures d'Oscar, dont la bande dessinée et les dessins animés.
Le mélange des langues (slang, spanglish) est plus difficile à apprécier en traduction française. Il reste de nombreux mots d'espagnol (caribéen). La transposition en langue parlée djeune des années 1990-2000, parfois en argot (p. 84) est bien menée, dans les chapitres portant sur des époques récentes, surtout avec Yunior : fonedé, meuf, chelou, caillera, reumda, streumon, tepo, sketbas, grave ringard, radasse, fastoche, tache, tachon, tocard, neuneu, queutard, petiote, bogosse, gossbo, cailles...
Yunior : Ma gadji, Suriyan, a découvert que je kénais  avec une de ses hermanas (p. 160).

## Récompenses
- National Book Critics Circle Awards 2007[réf. nécessaire]
- Prix Pulitzer Fiction 2008[réf. nécessaire]